# Maurice Devies
Maurice Désiré Devies (Saint-Germain-en-Laye, 17 novembre 1872 - Bougival, 22 novembre 1952) est un militaire, ingénieur et chef d'entreprises français.

## Biographie
Secrétaire général de Schneider de 1914 à 1920, président du Crédit foncier colonial, de la Compagnie française du Levant, des Sucreries coloniales, de la Société de construction des Batignolles de 1928 à 1931, de Batignolles-Châtillon et de Gaumont, vice-président de la Banque française pour le commerce et l'industrie, de la Banque nationale de Crédit de 1927 à 1931, de la Banque française des Pays d'Orient, de la Société des tabacs d'Orient et d'Outre-mer, de la Compagnie d'exploitation des chemins de fer orientaux, administrateur de la Compagnie française des chemins de fer de l'Indochine et du Yunnan, d'Air Union, de la Société financière et industrielle des chemins de fer, de la Compagnie française des pétroles, de la Compagnie internationale de navigation aérienne, de la Banque française pour le commerce et l'industrie (BFCI), du Crédit à l'industrie française, de la Société de production et d'exportation sidérurgique, des Lignes d'Orient, de la Compagnie du Gaz de Lyon, de la Société d'études pour l'extension des Halles, des Anciens Établissements Krauss, de La Chaléassière, de la Société industrielle des téléphones, de la Société de force et lumière, de la Compagnie franco-hellénique de chemins de fer, de la Banque des pays de l’Europe centrale, de l'Association minière, des Caoutchoucs de Kratié et de la Banque franco-chinoise.
Il est le père de Lucien Devies et Madeleine Devies.